# Cineraria multiflora
Cineraria multiflora là một loài thực vật có hoa trong họ Cúc. Loài này được L'Hér. mô tả khoa học đầu tiên năm 1789.